# Powstanie kantonalistów

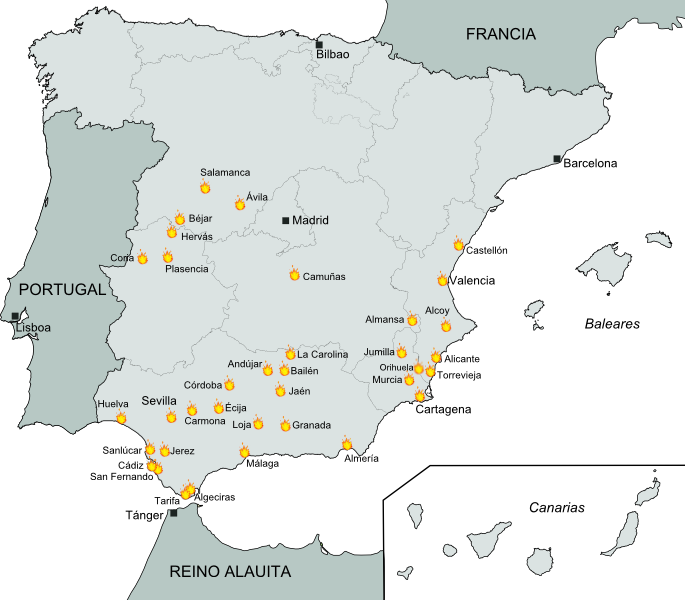
Zasięg powstania kantonalistów

Powstanie kantonalistów – fala wystąpień, które przetoczyły się przez Hiszpanię w czasie I Republiki hiszpańskiej (1873–1874), poczynając od 12 lipca 1873.

## Przebieg
Wydarzenia zbiegły się w czasie z rewolucją naftową 9–13 lipca). Pierwsze z wystąpień miało miejsce w Kartagenie 12 lipca, następne wybuchały w wielu regionach Walencji, Murcji i Andaluzji, w prowincjach Salamanca i Toledo. Podczas wystąpień ogłaszano utworzenie kantonów (niezależnych jednostek administracyjnych, dobrowolnie stowarzyszonych w „Federacji Hiszpańskiej”). Próby tworzenia kantonów miały miejsce również w Estremadurze (w Coria, Hervás i Plasencia). Publikowana była również gazeta „El Canton Extremeño” (której redaktorem był najpierw Hernández González, a potem Evaristo Pinto Sánchez), wzywająca do utworzenia kantonu Estremadury połączonego z Luzytanią i zbrojnej walki, jeśli będzie to konieczne, w obronie głoszonych ideałów.
Powstanie kantonalistów znalazło również pewien oddźwięk w prowincji Ávila (w Kastylii i Leónie).
Ruch kantonalistów opowiadał się za radykalnym federalizmem oraz za dobrowolnym łączeniem się kantonów (związków gmin i miast) w federacje. Wywarł duży wpływ na powstający ruch robotniczy, zwłaszcza anarchistyczny.
W większości kantonów zniesiono monopole, wprowadzono ośmiogodzinny dzień pracy, likwidowano bezrobocie, ale w końcu opodatkowano konsumpcję.
Wśród kantonalistów wpływy anarchistyczne i socjalistyczne były nieobecne tylko w Kadyksie; najsilniejsze wpływy socjaliści mieli w Sewilli i Grenadzie.
Zasięgiem wprowadzanych zmian i długością trwania wyróżniały się kantony Almansa, Loja, Sewilla, Malaga, Kadyks (w tym ostatnim brał udział znany hiszpański działacz anarchistyczny Fermín Salvochea), Tarifa, a przede wszystkim Kartagena, stawiająca opór aż do stycznia 1874 r., kiedy zajęły ją wojska pod dowództwem Arsenio Martíneza Camposa i Manuela Pavíi.
Po rewolucji kantonalistów z urzędu prezydenta republiki zrezygnował Francisco Pi y Margall (który również był federalistą, podzielającym dodatkowo pewne poglądy Pierre-Josepha Proudhona, jednak nie aż tak radykalnym).